# Wayne Radford
Wayne Radford (Indianápolis, Indiana; 29 de mayo de 1956-Indianápolis, Indiana; 10 de enero de 2021) fue un baloncestista estadounidense que jugó una temporada en la NBA. Con 1,90 metros de estatura, lo hacía en la posición de escolta. Murió en su casa de Indianápolis durante el mes de enero de 2021. Tenía sesenta y cuatro años.

## Trayectoria deportiva

### Universidad
Jugó durante cuatro temporadas con los Hoosiers de la Universidad de Indiana, en las que promedió 8,1 puntos y 2,6 rebotes por partido. En 1976 fue suplente en el equipo de los Hoosiers que lograron una temporada perfecta, con 32 victorias por ninguna derrota, y en la que derrotaron en la final del Torneo de la NCAA a UCLA. Radford, en su segundo año en el equipo, promedió 4,7 puntos y 2,1 rebotes por partido.
En su última temporada en el equipo, tras promediar 15,6 puntos y 4,0 rebotes, fue elegido como mejor jugador de los Hoosiers.

### Profesional
Fue elegido en la vigésimo séptima posición del Draft de la NBA de 1978 por Indiana Pacers, y en su única temporada en el equipo fue uno de los jugadores que menos utilizó su entrenador, Slick Leonard, jugando poco más de 12 minutos por encuentro, en los que promedió 3,9 puntos, 1,3 rebotes y 1,1 asistencias.
Poco antes del comienzo de la temporada 1979-80 fue despedido, lo que unido a una grave lesión en la rodilla hicieron que se retirara definitivamente.

## Estadísticas de su carrera en la NBA

### Temporada regular
| Temporada | Edad | Equipo         | Liga | P  | TIT | MIN  | TC  | TCA | %TC  | 3P | 3PA | %3P | TL  | TLA | %TL  | R.OF. | R.DEF. | REB | ASIS | ROB | TAP | PER | FP  | PTS |
| 1978-79   | 22   | Indiana Pacers | NBA  | 52 |     | 12.5 | 1.6 | 3.4 | .474 |    |     |     | 0.7 | 0.9 | .800 | 0.5   | 0.8    | 1.3 | 1.1  | 0.6 | 0.0 | 0.9 | 1.2 | 3.9 |
| Total     |      |                | NBA  | 52 |     | 12.5 | 1.6 | 3.4 | .474 |    |     |     | 0.7 | 0.9 | .800 | 0.5   | 0.8    | 1.3 | 1.1  | 0.6 | 0.0 | 0.9 | 1.2 | 3.9 |